# 呉嶺太
呉 嶺太（オ・リョンテ、1998年9月27日 - ）は、ジャパンラグビーリーグワンレッドハリケーンズ大阪に所属するラグビー選手。

## プロフィール
- 大阪府出身[1]。
- ポジションはスタンドオフ(SO)。
- 身長 170 cm、体重 82 kg

## 略歴
2017年、大阪朝鮮高校卒業後、関西学院大学に入学。
2020年、関西学院大学ラグビー部の副将に就任。
関西学院大学卒業後、2022年、NTTドコモレッドハリケーンズ大阪(現・レッドハリケーンズ大阪)に加入。
2023年2月12日に行われたJAPAN RUGBY LEAGUE ONE第7節中国電力レッドレグリオンズ戦にて途中出場でリーグワン公式戦初出場を果たした。
2024年5月、ホークスベイに留学。